# Was mein Gott will, das g'scheh allzeit

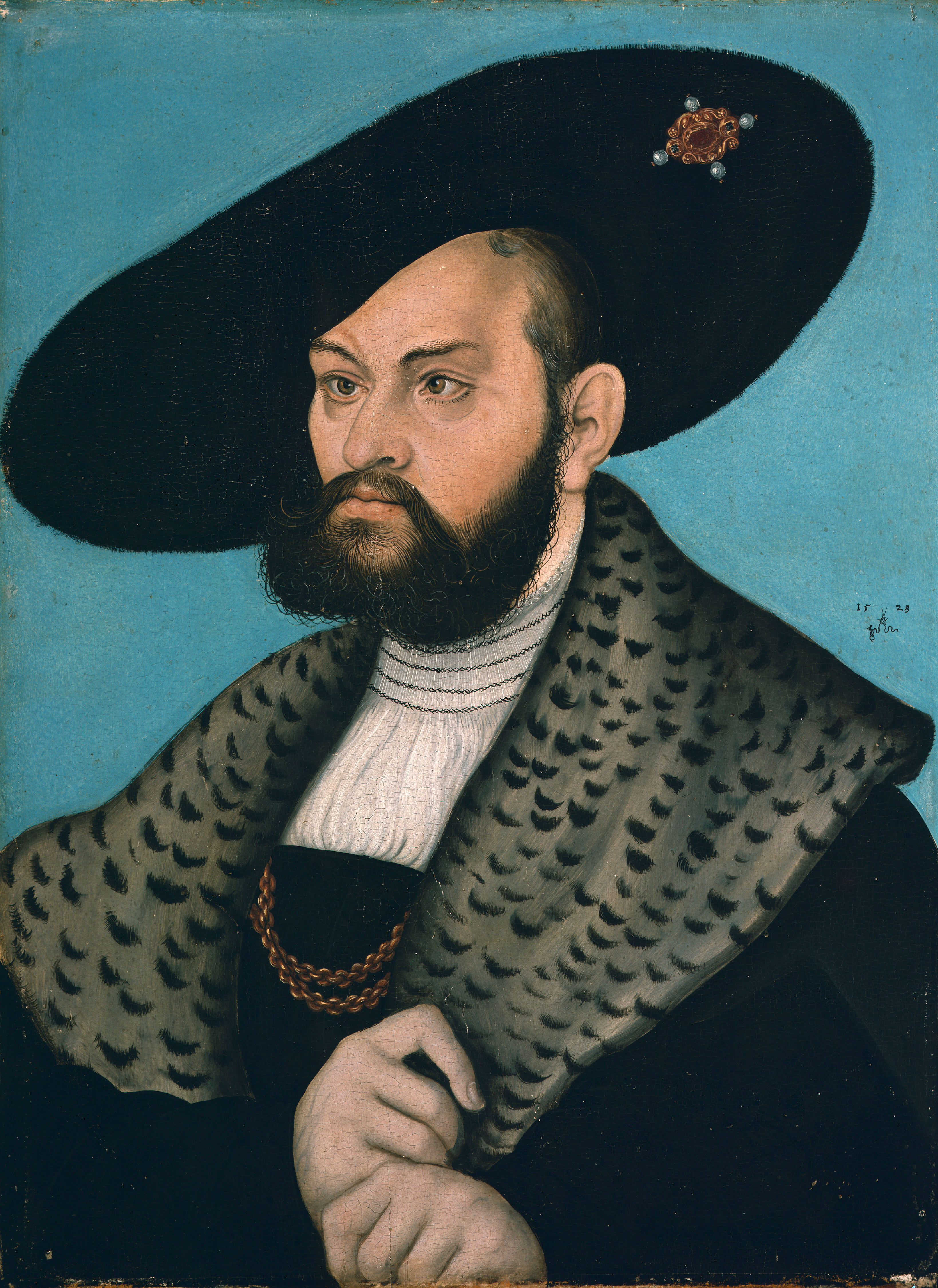
Albert de Brandebourg, auteur du cantique.

Was mein Gott will, das g'scheh allzeit (Que la volonté de mon Dieu s'accomplisse en tout temps), (BWV 111), et une cantate religieuse de Johann Sebastian Bach composée à Leipzig en 1725.

## Histoire et livret
Bach écrivit cette cantate chorale pour le troisième dimanche après l'Épiphanie de sa deuxième année à Leipzig. Pour cette destination liturgique, trois autres cantates ont franchi le seuil de la postérité : les BWV 72, 73 et 156. Les lectures prescrites pour ce dimanche sont issues de l'épître aux Romains, les règles de vie, (12 :17–21) et de l'évangile selon Matthieu, (la guérison du lépreux, 8 :1–13). La cantate est basée sur un choral en quatre strophes toujours populaire. Trois strophes sont d'Albert de Brandebourg qui introduisit la Réforme en Prusse, et un poète anonyme a ajouté la strophe finale dans la première publication en 1554. Le texte des première et dernière strophes n'est pas modifié tandis qu'un poète inconnu a paraphrasé les strophes intermédiaires assez librement, chacune en une séquence d'aria et de récitatif. Comme ce fut le cas avec la cantate composée pour la même occasion dans le premier cycle à Leipzig, Herr, wie du willt, so schicks mit mir, (BWV 73), le texte traite de l'acceptation chrétienne de la volonté divine.

## Structure et instrumentation
La cantate est écrite pour deux hautbois, deux violons, alto, basse continue avec quatre voix solistes (soprano, alto, ténor, basse) et chœur à quatre voix.
Il y a six mouvements :
1. chœur : Was mein Gott will, das g'scheh allzeit
2. aria (basse) Entsetze dich, mein Herze, nicht
3. récitatif (alto) : O Törichter! der sich von Gott entzieht
4. duo (alto et ténor) : So geh ich beherzten Schritten
5. récitatif (ténor) : Drum wenn der Tod zuletzt den Geist
6. choral : Noch eins, Herr, will ich bitten dich

## Musique
Le thème du choral est fondé sur le psaume « Was mein Gott will, das g’scheh allzeit ». La mélodie est de Claudin de Sermisy (ca. 1495-1562) qui était un musicien reconnu aussi bien en France qu'à l'étranger, tant pour sa musique profane que pour sa musique sacrée. Cette mélodie est tirée du recueil « Trente et quatre chansons… » imprimé par Pierre Attaingnant en 1528.
Dans le chœur d'ouverture, la soprano chante en longues notes la mélodie du choral comme cantus firmus. Cette mélodie apparaît dans une intéressante combinaison de phrases de différentes durée, deux mesures alternant avec trois mesures. Bach a utilisé une version plus simple de cette mélodie quand il s'est servi de la première strophe dans le 25e mouvement de sa Passion selon saint Matthieu mais dans laquelle les phrases durent deux mesures. Dans la cantate, les voix graves préparent chaque entrée  du cantus firmus en imitation, répétant parfois le vers de la longue note finale de la soprano. Les parties vocales sont insérées dans un concerto orchestral indépendant des hautbois, des cordes et occasionnellement du continuo,.
Dans le deuxième mouvement, une aria pour la basse, le librettiste a conservé inchangé le vers de l'hymne « Gott ist dein Trost und Zuversicht ». Bach cite la mélodie du choral en formes embellies pour ce vers et sa libre continuation, « und deiner Seelen Leben » (et la vie de ton âme). Le quatrième mouvement est un duo de l'alto et du ténor, « So geh ich mit geherzten Schritten » (j'avance ainsi d'un pas encouragé). Les pas sont pris ensemble dans un tempo en 3/4, comme « un menuet d'un caractère fortement assertif et confiant. Mais cela ne doit pas nous surprendre; nous savons maintenant comment Bach a souvent recours à des rythmes de suites, particulièrement le menuet et la gavotte, pour représenter les mouvements civilisés des âmes  progressant vers le ciel », comme l'écrit Julian Mincham. Le cinquième mouvement, un récitatif de la soprano, insiste sur les derniers mots « O seliges, gewünschtes Ende » en arioso. Cela mène immédiatement au choral final un « simple mais puissant arrangement en quatre parties de la dernière strophe ».